# صهیب احمدی
صهیب احمدی (۲۰ ساله) اهل جوانرود و آرایشگر بود که بنا بر گزارش آژانس خبری کردپا، ۲۵ آذر ۱۴۰۳ مأموران در محله باباجان جوانرود «بدون اخطار قبلی» به سمت خودرو وی شلیک کردند. صهیب احمدی با «اصابت سه گلوله به سر و گردن» در دم کشته شد. پیکر صهیب به بیمارستان حضرت رسول در جوانرود منتقل شد.

## توضیح پلیس کرمانشاه
ایرنا به نقل از پلیس کرمانشاه گزارش کرد که بامداد یکشنبه ۲۵ آذر مأموران انتظامی حین گشت‌زنی به خودرو پژو ۴۰۵ با شماره پلاک خارج استان مشکوک شدند و با اعلام هشدار ایست و اخطار قصد متوقف کردن خودرو را داشتند. پس از تعقیب و گریز مأموران چند تیر هوایی شلیک کردند و سپس لاستیک خودرو را مورد هدف قرار دادند. پس از توقف خودرو، راننده و یکی از سرنشینان اقدام به فرار کرد و مأموران پس از رسیدن به پژو متوجه زخمی شدن دیگر سرنشین خودرو شدند و نسبت به انتقال وی به بیمارستان اقدام کردند اما این فرد فوت کرد. فرمانده انتظامی جوانرود افزود:برابر رسیدگی به عمل آمده راننده خودرو پژو ۴۰۵ دارای سابقه اتهامی و حکم جلب قضایی می‌باشد.
رستگار یوسفی نماینده اورامانات در مجلس شورای اسلامی نوشت طی جلسه‌ای که نماینده اورامانات با استاندار کرمانشاه و تماس تلفنی که با فرمانده نیروی انتظامی استان داشتند، خواهان پیگیری تیراندازی منجر به فوت صهیب احمدی شده.
یکی از بستگان احمدی در متنی که در شبکه‌های اجتماعی منتشر کرده است از پیگیری این موضوع و دستگیری ضارب خبر داده است.
دادستان عمومی و انقلاب شهرستان جوانرود هم ۲۶ آذر در جمع خبرنگاران تأکید کرد پرونده در حال بررسی است.